# Dominic Dale
Dominic Dale (* 29. Dezember 1971 in Coventry, England als Christopher Dale; Spitzname: Spaceman) ist ein walisischer Snookerspieler. Er gehörte von 1992 bis 2025 der Profitour an.

## Karriere
Als Amateur wurde Dominic Dale 1991 walisischer Amateurmeister und qualifizierte sich damit für die IBSF-Amateurweltmeisterschaft, wo er das Finale erreichte. Sein Profidebüt gab er 1992. Seinen ersten Sieg bei einem Ranglistenturnier konnte er 1997 beim Grand Prix in Bournemouth nach einem Sieg gegen John Higgins feiern. Er war damit erst der fünfte Waliser, der ein Weltranglistenturnier gewann. Bei der UK Championship 1999 spielte er sein bisher höchstes Break von 145 Punkten.
Dale war Mitglied des walisischen Teams beim Gewinn des Nations Cup 1999 und beim Erreichen des Finales 2000.
Bei der Snookerweltmeisterschaft 2000 erreichte er nach Siegen über Peter Ebdon und David Gray das Viertelfinale, welches er gegen Joe Swail verlor.
Nach Siegen über Liu Chuang, Ken Doherty, Adrian Gunnell, Dave Harold und Mark Selby gewann Dale 2007 als Qualifikant das Finale der Shanghai Masters gegen Ryan Day mit 10:6. Nach einem 2:6-Rückstand gewann er acht Frames in Folge und konnte damit seinen zweiten Erfolg bei einem Weltranglistenturnier feiern.
Beim Event 6 (Minor-Weltranglistenturnier) der Players Tour Championship 2010 konnte er mit einem 4:3-Finalsieg über Martin Gould den Titel gewinnen.
Beim Snooker Shoot-Out, einem Einladungsturnier mit Sonderregeln, erreichte er Anfang 2014 das Finale und holte sich mit einem Sieg über Stuart Bingham seinen vierten Profititel.
In den späten 2010er Jahren begann seine Leistung nachzulassen und am Ende der Saison 2018/19 verpasste er nach 22 Jahren erstmals wieder eine Platzierung unter den Top 64 und damit die direkte Weiterqualifikation für die Profitour. Während der Saison hatte er aber genug Punkte gesammelt, so dass er sich über die Einjahreswertung den Verbleib sicherte. Seine Leistungen stabilisierten sich danach, erreichten aber nicht mehr das Niveau früherer Jahre. Zunehmend wurde Dale als Snooker-Kommentator für das britische Fernsehen aktiv. Zum Ende der Saison 2024/25 erklärte er als Spieler seinen Rücktritt vom professionellen Snooker.

## Verschiedenes
Wegen seines Kleidungsstils und seiner häufig wechselnden Frisur gilt Dominic Dale als einer der exzentrischsten Spieler der Main Tour. Das brachte ihm den Spitznamen Spaceman ein.
Neben dem Snooker ist das Singen eine seiner großen Leidenschaften. Der Waliser hat eine Gesangsausbildung absolviert und unterhält bei Exhibitions oder Pressekonferenzen gerne auch mal das Publikum und seine Mitstreiter mit seinen Gesangskünsten, beispielsweise nach seinem Sieg bei den Shanghai Masters 2007.
Dominic Dale wohnte von 2007 bis 2011 in Wien und ist Ehrenmitglied des Vereins 15 Reds Köö Wien Snooker Club. Im Juni 2011 zog Dale aufgrund der hohen Reisekosten, die sich durch die Steigerung der Turnieranzahl zur Snooker-Saison 2011/12 von Wien aus ergeben hätten, wieder zurück nach England in die Nähe von Gloucester.